# Ödammershüll
Ödammershüll ist ein Gemeindeteil von Birgland im Landkreis Amberg-Sulzbach in der bayerischen Oberpfalz.

## Lage
Die Einöde liegt im Südwesten der Gemeinde Birgland und ist über eine Straße von der Marktgemeinde Lauterhofen erreichbar.
Westlich von Ödammershüll liegt Kauerheim (Alfeld, Mittelfranken), nördlich Kegelheim, südöstlich Poppberg mit der Burgruine Poppberg und südlich verläuft die A 6 (Strecke: Nürnberg – Amberg (Alfeld (Ausfahrt 63)) – Sulzbach-Rosenberg (Ausfahrt 64)).

## Geschichte
Ödammershüll wurde 1972 als Gemeindeteil der ehemaligen Gemeinde Poppberg in die Gemeinde Birgland eingegliedert.